# Daniel Wiffen
Daniel Wiffen   (Leeds, 14 de juliol de 2001) és un nedador irlandès i posseïdor del rècord mundial de 800 m estil lliure amb un temps de 7:20.46. Abans va ser el campió europeu de 400, 800 i 1500 metres lliures de 2023.
Va competir també en els 800 metres lliures i els 1500 metres lliures als Jocs Olímpics d'Estiu de 2020. El desembre de 2022, va batre el rècord europeu de 800 metres estil lliure, convertint-se en el primer irlandès a tenir un rècord europeu reconegut en natació.